# Unidos do Alto da Boa Vista
O Grêmio Recreativo Bloco Carnavalesco Unidos do Alto da Boa Vista é um bloco de enredo da cidade do Rio de Janeiro, sendo sediado no bairro de mesmo nome.

## História
Sendo criado oficialmente no ano de 1974, inicialmente com o simpático nome de Unidos da Curtição, tendo como maior objetivo unir todas as comunidades e sub-bairros da região e seu entorno (Mata Machado, Maracaí, Tijuaçu, Agrícola, Furnas, Taquara, Itanhangá, Tijuquinha, Vila da Paz). Seu primeiro presidente foi o Sr. Haroldo "Transa".
Inicialmente, a agremiação possuía uma quadra de ensaios na Rua Dr. Leandro Robeiro da Silva, nº 18 - Mata Machado, na qual se realizavam uma série de eventos, que era uma fonte de renda para a confecção do carnaval, contudo, depois de uma chuva catastrófica em meados do anos 90, uma árvore impediu que se realizassem funções no local, fazendo com que o bloco caísse no ostracismo.
No ano de 1997, uma comissão liderada por Idice Lique, mais conhecido por Neném, assumiu a direção da agremiação e pôs na rua o memorável carnaval com o enredo "Colorido da Saudade", na qual relembrava os fatos dos antigos carnavais e homenageando seu saudoso presidente Sr. Haroldo "Transa". Naquele ano, o bloco conquistou mais um campeonato. Após, o bloco mudou de nome, para Unidos do Alto da Boa Vista.
Destacam-se como figuras que muito contribuíram para o engrandecimento desta agremiação o puxador Gil Chapadão (falecido), o carnavalesco Jair Montemor (falecido), Dona Magnólia do Pocinho (primeira baiana), Esmeralda (Primeira Porta Estandarte), Sr. Balbino e esposa, Sra. Regina do Guelinho (Dep. Feminino), Marquinho Quaquá (Mestre de Bateria), Sueli e Rodrigo (Casal de Mestre Sala e Porta Estandarte), Cristina (Eterna Madrinha de Bateria), Josi Oga (Primeiro Destaque).
Em 2010, desfilou em Bonsucesso com o enredo “Pedra da Gávea-Itá Anhangá, histórias, lendas e mistérios”, sendo campeão do grupo 3. No ano seguinte, desfilou na Intendente Magalhães, terminando na 4ª colocação e permanecendo no grupo 2. Oscilou entre os grupos 2 e 3 até 2016, quando sagrou-se vice-campeã do Grupo 2, e ascendeu para o grupo principal da FBCERJ, onde está desde então.

## Segmentos

### Presidentes
| Nome                                         | Mandato        | Ref.        |
| -------------------------------------------- | -------------- | ----------- |
| Sérgio Luiz Moreira Costa "Serginho Moreira" | ? - atualidade | [ 2 ] [ 1 ] |

### Intérprete
| Ano  | Nome                         | Ref.  |
| ---- | ---------------------------- | ----- |
| 2020 | Jorge Euclides “Jorge Ébano” | [ 1 ] |

## Carnavais
| Ano                  | Colocação   | Grupo   | Enredo | Carnavalesco                                   | Ref.  |
| -------------------- | ----------- | ------- | --- | ---------------------------------------------- | ----- |
| 2006                 | 8º lugar    | Grupo 1 | Paz – Um sonho de igualdade, Um grito de liberdade | Comissão de Carnaval                           |       |
| 2007                 | 10º lugar   | Grupo 2 | Saudade, Da ciranda à internet | Comissão de Carnaval                           | [ 3 ] |
| Não desfilou em 2008 |             |         | |                                                |       |
| 2009                 | 9º lugar    | Grupo 3 | Floresta da Tijuca, o coração verde do Rio. | Comissão de Carnaval                           | [ 4 ] |
| 2010                 | Campeã      | Grupo 3 | Pedra da Gávea - Itá Anhangá, histórias, lendas e mistérios | Kácio Alves                                    | [ 5 ] |
| 2011                 | 4º lugar    | Grupo 2 | Até o alto da Tijuca, No bonde da saudade | Kácio Alves                                    | [ 6 ] |
| 2012                 | 3º lugar    | Grupo 2 | A Fonte Encantada do Samba | Kácio Alves                                    | [ 7 ] |
| 2013                 | 6º lugar    | Grupo 2 | Dona Santa, Rainha negra do maracatú elefante | Kácio Alves                                    |       |
| 2014                 | 3º lugar    | Grupo 3 | Colorido da Saudade! | Luan Vieira                                    |       |
| 2015                 | 3º lugar    | Grupo 2 | Vinte anos de saudade de Ayrton Senna do Brasil | Luan Vieira                                    |       |
| 2016                 | Vice-Campeã | Grupo 2 | Salve ele, Salve os Bambas, Salve o Clube do Samba | Comissão de Carnaval                           | [ 2 ] |
| 2017                 | 8º lugar    | Grupo 1 | Salve a Mãe Natureza! | Comissão de Carnaval                           | [ 8 ] |
| 2018                 | 8º lugar    | Grupo 1 | Como será o amanhã? | Comissão de Carnaval                           |       |
| 2019                 | 10º lugar   | Grupo A | Colorido da Saudade | Luan Vieira e Jussara Barbosa                  |       |
| 2020                 | 11º lugar   | Grupo A | Salve ele, salve os bambas, viva o Clube do Samba! Compositores:Gilmar Laércio Silva, Michel Soares, Orlando Ambrósio Vieira, Fernando Sebastião Mendes Nunes e Sérgio Rodrigues de Souza | Comissão de Carnaval                           | [ 1 ] |
| 2022                 | 9° lugar    | Grupo A | Sem informação disponível | Luan Vieira e Jussara Barbosa                  |       |
| 2023                 | Campeão     | Grupo A | Se Achegue pra Campina Grande - O Maior São João do Mundo | Clébio de Freitas                              |       |
| 2024                 | 5° lugar    | Grupo A | Na Fumaça do Seu Cachimbo, Descobriu o Meu Segredo | Cristiano Paim, Helcio Paim e Ana Maria Moraes |       |
| 2025                 | 4° lugar    | Grupo A | A Luta Não Pode Parar! Onde Quiser, Como Quiser |                                                |       |

- Commons